# Richie Porte
Pour les articles homonymes, voir Porte.
Richard Julian Porte dit Richie Porte, né le 30 janvier 1985 à Launceston en Tasmanie, est un coureur cycliste australien. Spécialiste des courses par étapes, il a remporté Paris-Nice en 2013 et 2015, le Tour de Catalogne en 2015, le Tour Down Under en 2017 et 2020, le Tour de Romandie en 2017, le Tour de Suisse en 2018 et le Critérium du Dauphiné en 2021. Il a également terminé troisième du Tour de France 2020.

## Biographie

### Début de carrière
D'abord concentré sur le triathlon à partir de ses 18 ans, Richie Porte ne commence le cyclisme qu'à 21 ans. Il se distingue rapidement alors qu'il n'est qu'amateur, en janvier 2008, en terminant 5e du championnat d'Australie du contre-la-montre, puis 4e du championnat en ligne. Il est sélectionné dans l'équipe UniSA-Australia pour le Tour Down Under, où il s'échappe dès la première étape et prend la neuvième place finale. Il rejoint alors l'équipe australienne Praties, avec laquelle il remporte une étape du Tour de Wellington, avant de partir courir dans une équipe amateur italienne pour la deuxième année consécutive, où il remporte une victoire. De retour en Australie en fin de saison, il termine 5e du Herald Sun Tour. En 2009, il termine sur le podium du Championnat d'Australie du contre-la-montre, puis dixième du Tour de Langkawi grâce à une bonne ascension de Genting Highlands et tout en aidant son leader, Jai Crawford, deuxième à l'arrivée. De retour en Italie, dans l'équipe Bedogni-Grassi-Natalini-Gruppo Praga, sous la houlette d'Andrea Tafi, il remporte une étape du Tour du Frioul-Vénétie julienne et termine sur le podium de la Coppa della Pace remportée par Egor Silin, puis participe au Baby Giro, son principal objectif de la saison, espérant se faire remarquer par une équipe professionnelle,. Il y remporte une étape contre-la-montre devant le champion du monde espoirs de la spécialité, Adriano Malori, et termine 14e du classement général. Vainqueur du Grand Prix de la ville de Felino en août, Porte signe pour 2010 dans l'équipe Saxo Bank.

### Saxo Bank
Son nouveau directeur sportif, Bjarne Riis, loue son grand talent, ses « nombreuses victoires sur des terrains variés » et son « caractère de vainqueur ». Fin avril 2010, il remporte une étape du Tour de Romandie, un contre-la-montre individuel de 22 kilomètres. Il s'agit à 25 ans de sa première victoire chez les professionnels et ce résultat lui attire des suspicions sur sa performance. En mai, il termine septième et meilleur jeune du Tour d'Italie, où il porte pendant trois jours le maillot rose de leader du général.
En mai 2011, il participe à la victoire d'Alberto Contador, nouveau leader de la Saxo Bank-Sungard, au Tour d'Italie. Contador voit cependant cette victoire lui être retirée en janvier 2012 par le Tribunal arbitral du sport, en raison d'un contrôle antidopage positif lors du Tour de France 2010. Porte dispute son premier Tour de France en 2011 au service d'Alberto Contador, et termine 72e du classement général.

### Sky

#### 2012-2014
Richie Porte dispute ses premières courses avec le maillot Sky aux championnats d'Australie, où il est troisième de la course en ligne et cinquième du contre-la-montre. Il remporte ensuite le Tour de l'Algarve, dont il gagne également une étape de montagne. Durant les mois suivants, il est l'un des équipiers de Bradley Wiggins lors de ses succès à Paris-Nice, au Tour de Romandie, au Critérium du Dauphiné. Il se classe parmi les dix premiers de ses deux courses, et est entretemps quatrième du Tour de Bavière, remporté par un autre de ses coéquipiers, Michael Rogers. En juillet, il dispute le Tour de France, dont Wiggins devient le premier lauréat britannique. Au Tour d'Espagne, Porte est équipier de Chris Froome, impressionnant deuxième du Tour de France. Celui-ci termine quatrième de cette Vuelta. Porte se classe deuxième de l'avant-dernière étape, à la Bola del Mundo, et 68e du classement général. Sélectionné en équipe nationale pour les championnats du monde, il dispute la course en ligne qu'il ne termine pas.

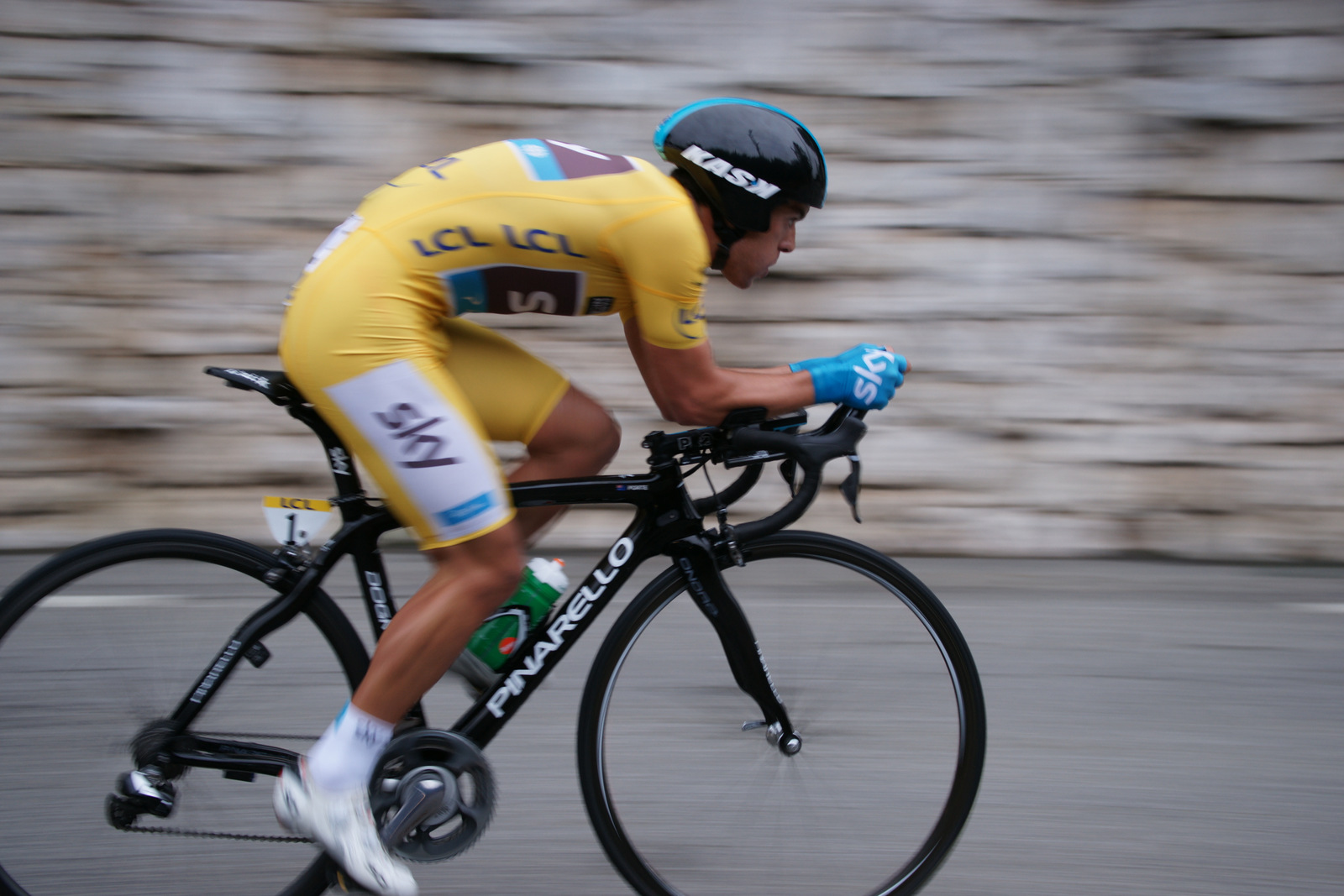
Richie Porte lors de Paris-Nice 2013.

En mars 2013, il remporte une grande course à étapes, le Paris-Nice, grâce à sa victoire à la montagne de Lure où il endosse le maillot jaune, puis lors du contre-la-montre du col d'Èze. Il prend part au Critérium international de la route et remporte le contre la montre. Lors de l'ultime étape arrivant au col de l'Ospedale, son coéquipier Christopher Froome remporte l'étape en solitaire ainsi que le classement général, tandis que Porte termine second de l'étape et au classement général. Il est ensuite vainqueur d'étape et deuxième du classement général du Tour du Pays basque. Il est équipier de Chris Froome lors de ses victoires au Tour de Romandie et au Critérium du Dauphiné, et en prend respectivement les huitième et deuxième places. Il aide Froome à remporter à son tour le Tour de France et en prend la 19e place. En septembre, il participe aux championnats du monde sur route à Florence. Avec ses coéquipiers de Sky, il est médaillé de bronze du contre-la-montre par équipes. Il est ensuite 17e du contre-la-montre individuel et ne termine pas la course en ligne. À l'issue de cette saison, il reçoit de la fédération australienne le prix de cycliste sur route australien de l'année.

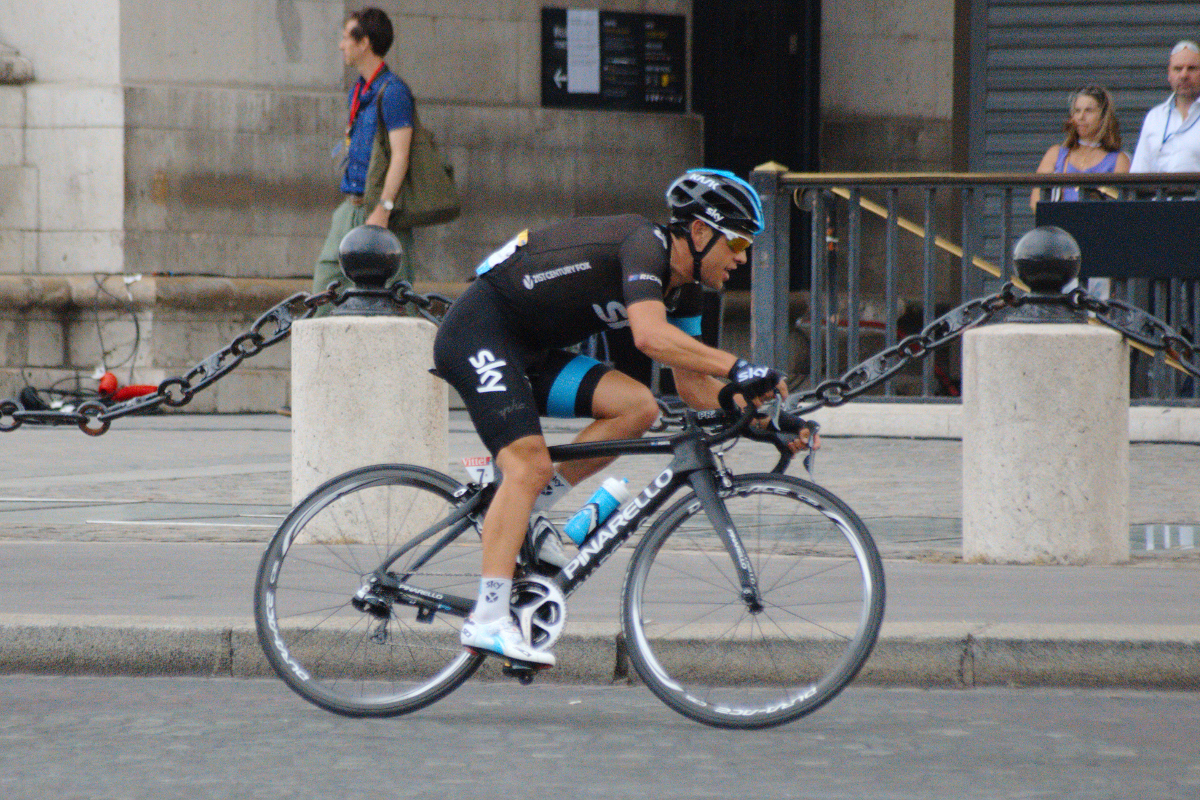
Richie Porte lors du Tour de France 2014.

En 2014, il commence la saison en prenant la troisième place du championnat d'Australie, derrière Simon Gerrans et Cadel Evans. Fin janvier, il gagne l'étape-reine du Tour Down Under et termine quatrième du classement général remporté par Gerrans. Il se classe ensuite deuxième du Tour d'Andalousie, cinquième de l'étape de montagne de Tirreno-Adriatico. Malade, il ne parvient pas à terminer cette course. Les suites de cette maladie le conduisent à abandonner également lors du Tour de Catalogne, de Liège-Bastogne-Liège, du Tour de Romandie, et à renoncer à participer au Tour d'Italie, où il devait être le leader de l'équipe Sky,.
Il est aligné au Tour de France afin d'y épauler Chris Froome. Après l'abandon de celui-ci, Porte est désigné leader de l'équipe Sky. Après la dixième étape, il est deuxième du classement général derrière le vainqueur de ce Tour Vincenzo Nibali et semble bien parti pour disputer une place sur le podium. Il est cependant malade durant la deuxième semaine de course (il révèle en fin de saison avoir souffert d'une pneumonie bénigne), et perd neuf minutes dès la première étape alpestre, à Chamrousse,. Il termine la course à la 23e place du classement général.
Après ce Tour, il n'est de nouveau pas en mesure de terminer les courses qu'il dispute, la Vattenfall Cyclassics et le Grand Prix de Plouay. Ces nouveaux abandons l'amènent à mettre fin à sa saison en septembre, et à renoncer notamment aux championnats du monde pour lesquels il était présélectionné.

#### 2015

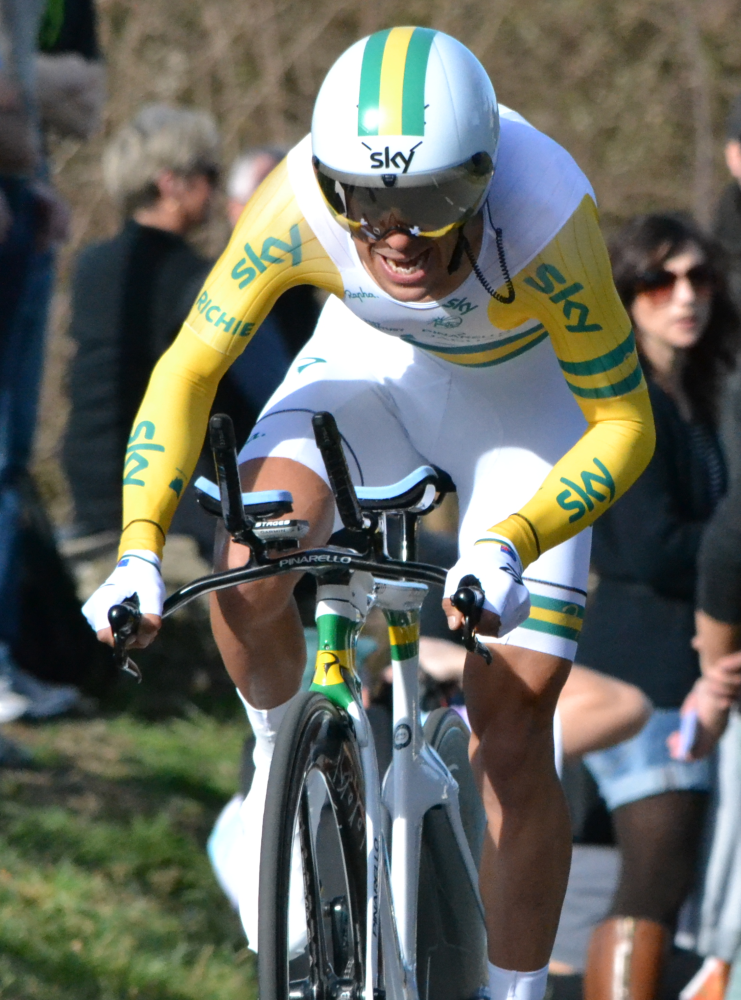
Richie Porte champion d'Australie du chrono.

Porte commence sa saison 2015 par une victoire lors du championnat d'Australie du contre-la-montre. Il arrive en forme lors de son premier gros objectif de la saison, le Tour Down Under. Il parvient à remporter en solitaire l'étape reine qui se termine à Willunga et termine deuxième du classement général final. Sur Paris-Nice, il remporte tout d'abord la quatrième étape, ce qui lui permet de se classer deuxième du classement provisoire à une seconde de Michał Kwiatkowski. Subissant une chute lors de la sixième étape remportée par Tony Gallopin, il aborde le contre-la-montre final avec 36 secondes de retard sur le Français. Porte gagne cette course, ce qui lui permet de s'adjuger la victoire finale avec 30 secondes d'avance sur Kwiatkowski. Il a comme objectif suivant le Tour d'Italie où il est leader de sa formation. Il entame sa préparation avec le Tour de Catalogne, où il est aligné avec Christopher Froome au sein de la Sky. Mais dès la troisième étape, Porte accélère et se montre le plus fort de son équipe mais aussi des leaders, au côté d'Alberto Contador. L'étape est remporté par Pozzovivo mais Porte marque les esprits. Il fait ensuite deuxième le lendemain, lors de l'étape reine, et devient le grand favori de la course. Il remporte finalement la course après avoir pris le maillot de leadeur lors de la cinquième étape. Il confirme ainsi son retour en forme après sa fin 2014 médiocre. Il prend quelques semaines de repos puis prend part au Tour du Trentin, où son équipe et lui font deuxième du chrono par équipe de la première étape et où il remporte en solitaire la deuxième, prenant ainsi la tête du classement général d'une course qu'il finit par remporter.
Porte aborde le Tour d'Italie, son objectif principal de l'année, parmi les favoris. Alors troisième du classement général dominé par Alberto Contador, Porte reçoit une pénalité de deux minutes à l'issue de la dixième étape. Subissant une crevaison, il est dépanné par Simon Clarke, membre de l'équipe Orica-GreenEDGE. Ce type de dépannage n'est pas autorisé par le règlement et Porte se retrouve douzième du classement général. Distancé lors de la treizième étape en raison d'une chute collective, le contre-la-montre de 59,4 km de Valdobbiadene et l'étape de montagne du lendemain voient Porte à nouveau perdre du temps. Au terme de ces étapes, il se retrouve 27e à plus de 35 minutes de Contador. Lors de la deuxième journée de repos, il décide de ne pas continuer la course.
En juillet, il aide son leader Christopher Froome à remporter le Tour de France. À l'issue de cette course, il annonce son départ de l'équipe Sky, pour rejoindre BMC Racing en 2016, afin d'y devenir leader.

### 2016-2018: BMC Racing Team

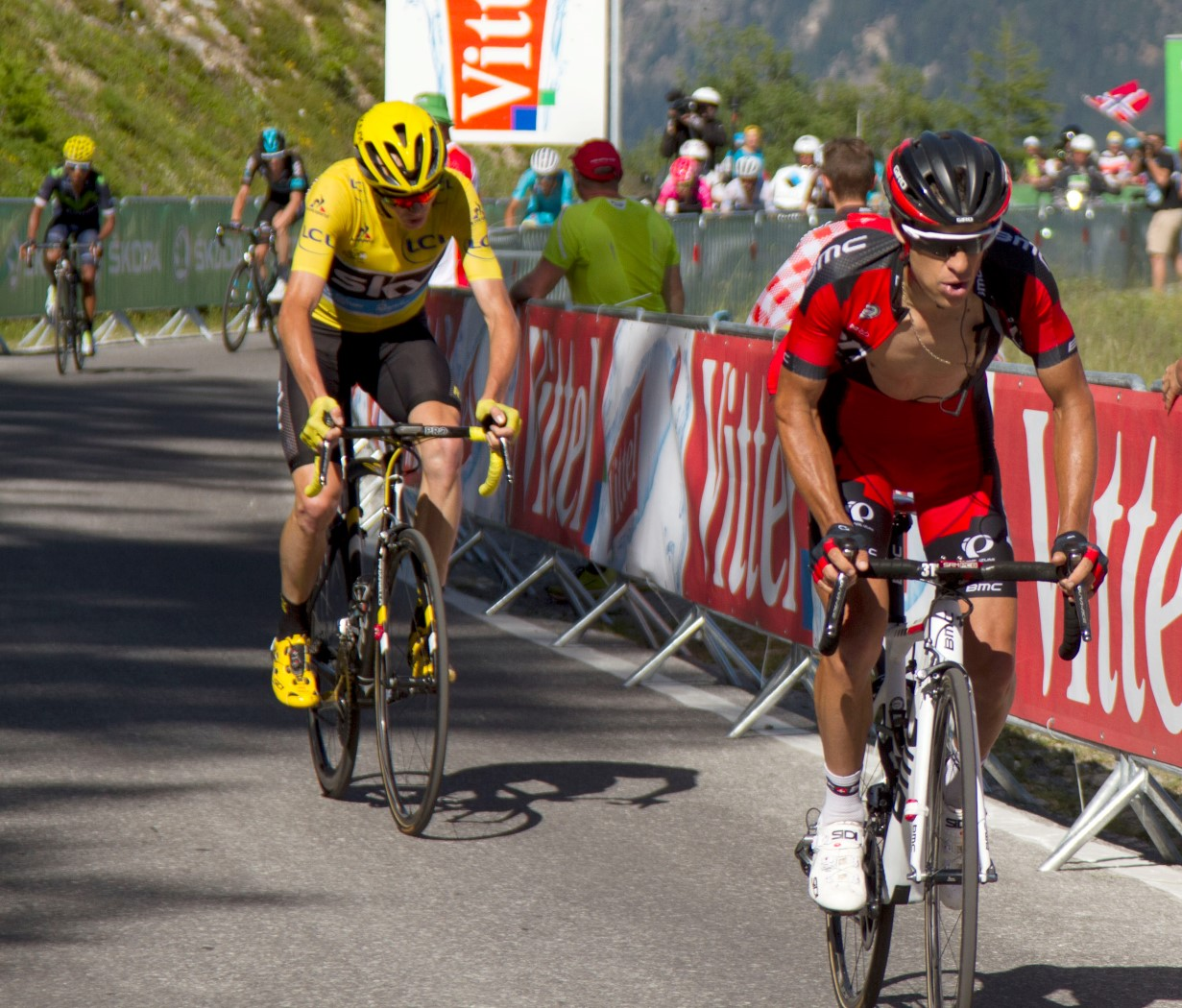
Porte sur le Tour de France 2016, attaquant son ancien coéquipier Christopher Froome.

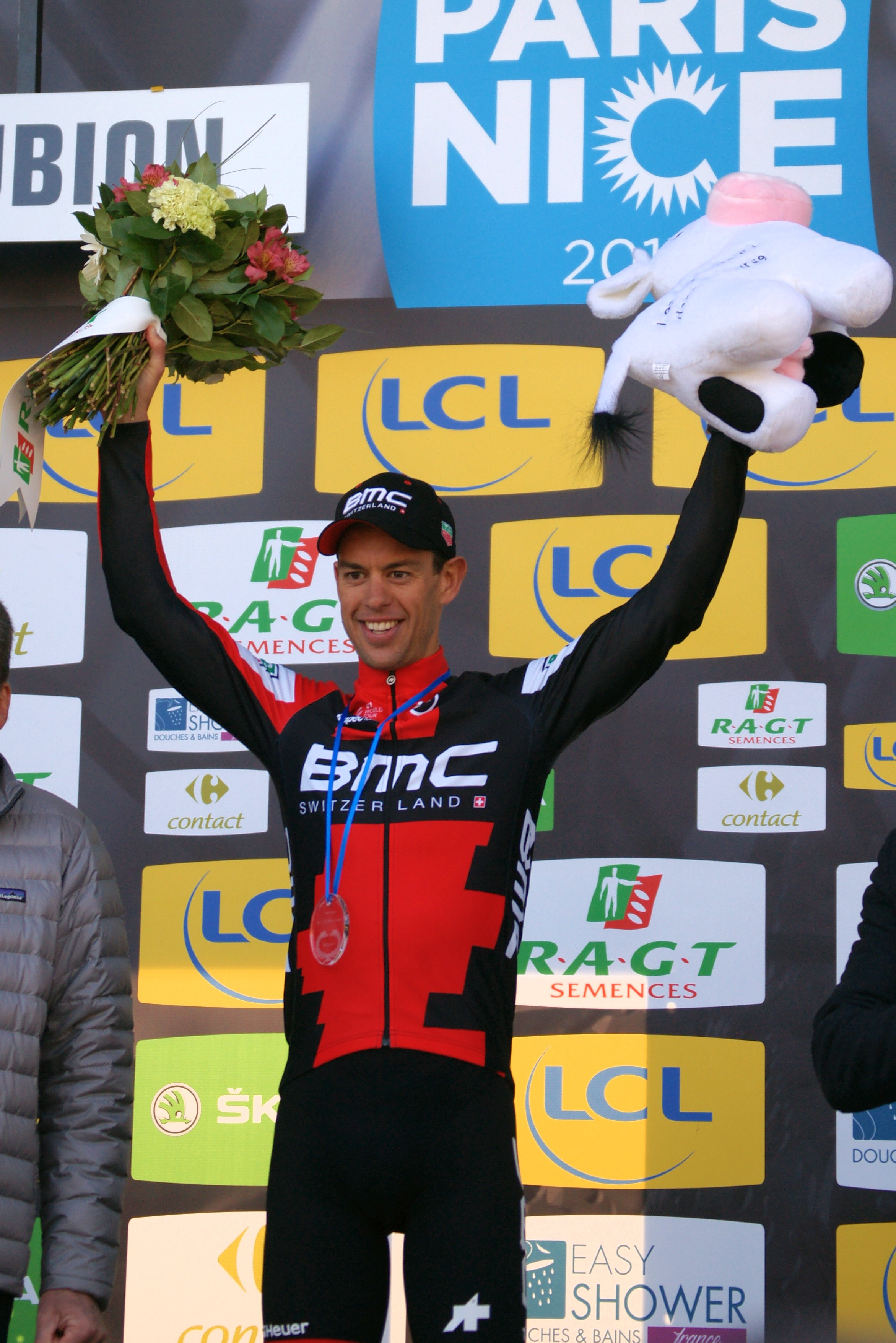
Richie Porte vainqueur de la 7e étape du Paris-Nice 2017

Richie Porte annonce viser pour 2016 le Tour de France et les Jeux olympiques. Il commence sa saison en Australie, terminant deuxième derrière son nouveau coéquipier Rohan Dennis au championnat d'Australie du contre-la-montre. Il participe ensuite au Tour Down Under, où il remporte sa première victoire sous les couleurs de l'équipe BMC lors de la 5e étape à Willunga Hill pour la troisième année consécutive. Il se classe également deuxième au classement général. Il connait plus de difficultés lors du Tour d'Oman en février, perdant plus de trois minutes sur chacune des deux premières étapes. Il rebondit en Europe, où il prend la troisième place du classement général de Paris-Nice après avoir attaqué lors de la dernière étape aux côtés d'Alberto Contador, suivie par une quatrième place globale sur le Tour de Catalogne. Après sa troisième place à Paris-Nice, Porte passe une semaine comme numéro 1 mondial, au cours de la période où le nouveau système de classement est mis en place. Après s'être classé quatrième du Critérium du Dauphiné en juin, il entame ensuite le Tour de France avec des ambitions, mais il perd du temps en raison d'un problème mécanique lors de la deuxième étape. Il récupère une partie de son retard lors des étapes montagneuses et des contre-la-montre et termine finalement cinquième au classement général, son meilleur classement sur un grand tour, avant sa troisième place au Tour de France 2020. Sélectionné pour la course en ligne et le contre-la-montre des Jeux olympiques, il chute dans la dernière partie du parcours de la course en ligne et se brise l'omoplate droite, ce qui l'empêche de pouvoir participer au contre-la-montre. Il met un terme à sa saison. En fin d'année, il est classé 7e du classement World Tour et 15e du Classement mondial UCI.
En 2017, il commence sa saison au Tour Down Under. Il en remporte le classement général, après s'être imposé lors des deux « étapes-reines » à Paracombe et Willunga. Il participe ensuite au Paris-Nice, où, distancé pour le classement général dès les deux premières étapes, à la suite notamment de bordures, il remporte, comme en 2013 et 2015, l'étape-reine de la course, cette fois-ci au col de la Couillole. Il signe ensuite une victoire sur le Tour de Romandie d'abord en réussissant à suivre Simon Yates lors de l'arrivée dans la station de Leysin puis grâce à une seconde place dans le contre-la-montre de Lausanne le lendemain, où il ravit le maillot de leader au coureur britannique.
Un nouveau contre-la-montre qu'il remporte sur le critérium du Dauphiné 2017 confirme sa forme et il endosse le maillot jaune à l'issue de l'étape suivante. Cependant, il perd sa tunique lors de la dernière étape arrivant au col de Solaison. Lâché au début de cette ascension hors-catégorie, il parvient à reprendre Alberto Contador et Christopher Froome mais pas Jakob Fuglsang qui remporte cette étape de même que le classement général.
Richie Porte se présente comme un des favoris pour le Tour de France 2017, il réalise un bon début en figurant dans le top 5 en première semaine, et placé à 39 secondes du leader Chris Froome. Lors de la neuvième étape, il doit abandonner à la suite d'une lourde chute dans la descente du relais TV du mont du Chat, victime d'une double fracture au bassin et à la clavicule. Il effectue sa rééducation, surtout en piscine et ne reprend la compétition que fin octobre, lors de la Japan Cup.
Il commence 2018, par une cinquième victoire consécutive sur l'étape reine du Tour Down Under, où il se classe deuxième du général. Contrairement à ses habitudes, il fait le choix de ne pas courir Paris-Nice, pour privilégier Tirreno-Adriatico.
Néanmoins, victime d'une infection respiratoire, il déclare forfait. En avril, il est troisième du Tour de Romandie. En juin, il gagne le Tour de Suisse et aborde en confiance le  Tour de France. L'équipe BMC s'adjuge le contre-la-montre par équipes du Tour de France, mais il abandonne la course lors de l'étape des pavés, après une chute et une blessure à l'épaule. Il reporte ses ambitions sur le Tour d'Espagne, qu'il termine 84e.

### 2019-2020: leader chez Trek et podium sur le Tour
En 2019, il rejoint l'équipe américaine Trek-Segafredo qui recherchait un leader de courses par étapes, depuis la fin de carrière d'Alberto Contador en 2017. Comme en 2018, il commence sa saison, par une victoire sur l'étape reine du Tour Down Under (la sixième consécutive à Willunga Hill) et se classe une nouvelle fois deuxième du général. Cinquième du Herald Sun Tour, il termine loin des meilleurs sur le Tour des Émirats arabes unis, puis le Tour de Catalogne. Il se rassure en prenant la cinquième place du Tour de Californie, puis la onzième sur le Critérium du Dauphiné. Une nouvelle fois malchanceux sur le Tour de France, il s'accroche et prend la onzième place finale.
En 2020, il est battu pour la première fois depuis 7 ans à Willunga Hill, mais remporte le général du Tour Down Under. Troisième du Tour des Alpes-Maritimes et du Var avant le confinement, il retrouve la compétition en août en se classant sixième de la Route d'Occitanie et deuxième du Mont Ventoux Dénivelé Challenges. En septembre, lors du Tour de France, il est neuvième du général à l'issue des deux premières semaines. Montant en puissance dans les Alpes, il remonte à la quatrième place du général après la dernière étape de montagne. Il profite du contre-la-montre de la Planche des Belles Filles pour s'installer sur la troisième marche du podium aux dépens de Miguel Ángel López. Il termine donc à la troisième place du podium, aux côtés des Slovènes Tadej Pogačar et Primož Roglič et confie : « C'est l'un des plus beaux moments de ma carrière. Cette troisième place a valeur de victoire pour moi. J'ai dû passer par tant de déceptions, tant de chutes, tant de drames pour en arriver là ». En fin d'année, il est huitième de la Flèche wallonne et seizième de Liège-Bastogne-Liège.

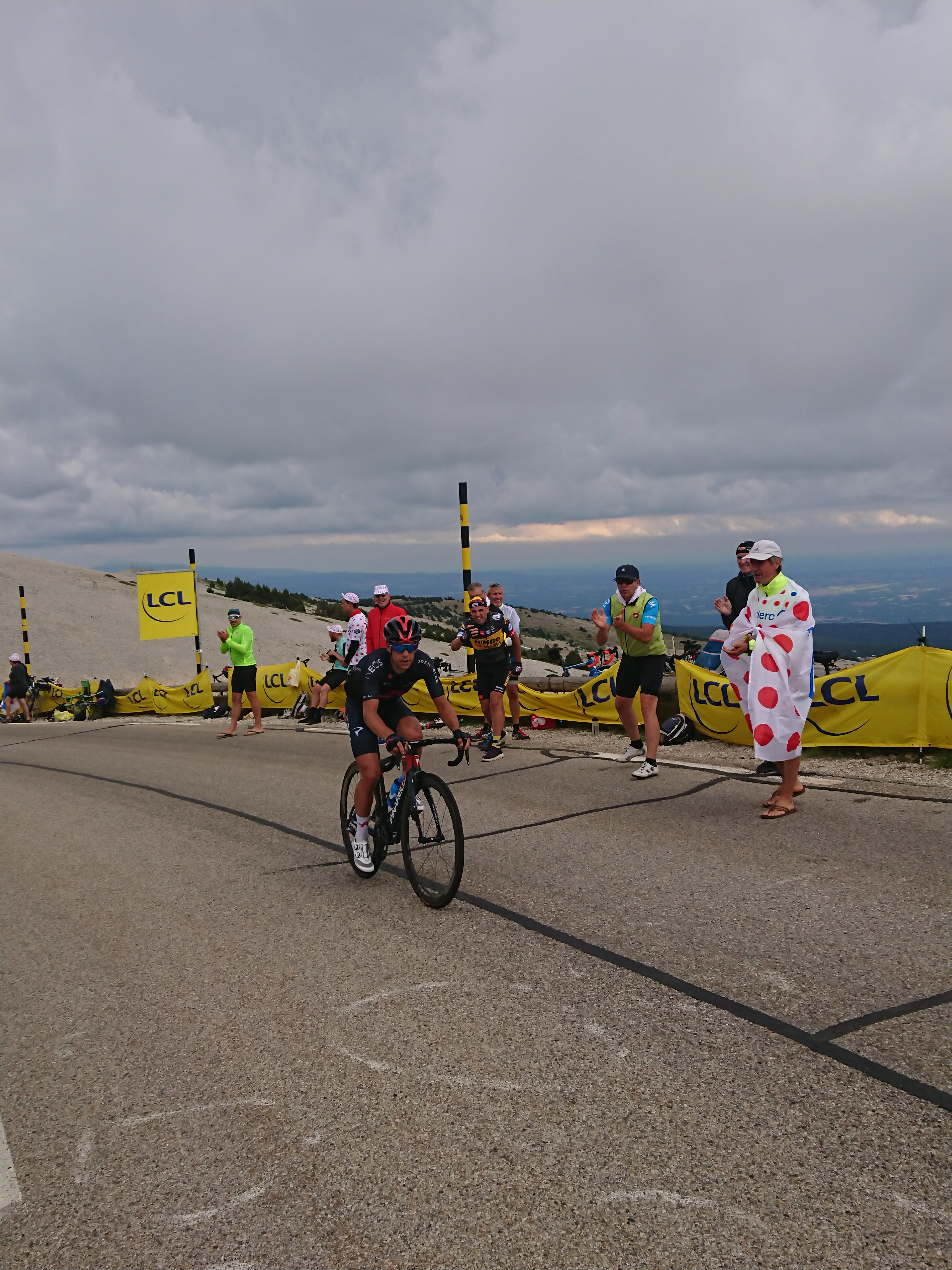
Richie Porte au Mont Ventoux lors du Tour de France 2021

### 2021-2022: fin de carrière chez Ineos
En 2021, Richie Porte fait son retour dans l'équipe Ineos Grenadiers, l'ancienne équipe Sky. Pour ses débuts, il abandonne Paris-Nice dès la première étape, après une chute causée par une bouteille d'eau jetée. Ne souffrant d'aucune fracture, il reprend la compétition quinze jours plus tard lors du Tour de Catalogne. L'équipe Ineos Grenadiers domine la course en plaçant trois coureurs sur le podium, Adam Yates remportant la course devant Porte et Geraint Thomas. Un mois plus tard, Porte se classe deuxième du Tour de Romandie derrière son coéquipier Geraint Thomas. Le 5 juin, il se classe deuxième de l'avant dernière étape du Critérium du Dauphiné derrière le surprenant Mark Padun. Il en profite pour récupérer le maillot jaune aux dépens d'Alexey Lutsenko. Le lendemain, il parvient à conserver sa première place et remporte pour la première fois de sa carrière le général du Critérium du Dauphiné devant Lutsenko et Geraint Thomas. Il avait déjà terminé deuxième en 2013 et 2017 et avait perdu la victoire dans les derniers kilomètres en 2017. En bonne forme avant le Tour de France, il perd plus de deux minutes lors de l'étape inaugurale, marquée par plusieurs chutes. Il chute une nouvelle fois lors de la 9e étape, perdant encore beaucoup de temps. Il se classe finalement 38e au général, mais aide Richard Carapaz dans les étapes montagnes pour qu'il décroche la troisième place au général. Après la course, il déclare qu'il s'agissait de sa dernière apparition sur le Tour de France. Il participe sans briller aux Jeux olympiques de Tokyo, puis aux classiques italiennes de fin de saison.
Il annonce en décembre 2021 que la saison 2022 est sa dernière en tant que professionnel. Il a pour objectif le Tour d'Italie.

### Performances et capacités physiques
Antoine Vayer considère à partir des calculs de puissances développées dans les cols comme seuil du dopage « avéré » les 410 watts moyens alors qu'il le juge « miraculeux » au-delà de 430 et « mutant » au-delà de 450.
Lors du Tour de France 2013, l’ombre du dopage réapparaît : dans la montée vers Ax 3 Domaines lors de la première étape de montagne, Porte développe selon Antoine Vayer une puissance moyenne de 435 Watts.
L’interprétation des données de puissance est cependant complexe, car elle devrait prendre en compte de nombreux facteurs et les analyses de Portoleau et Vayer sont contestées. Frédéric Grappe, entraîneur dans le cyclisme et docteur en Science spécialisé dans la physiologie de l’entraînement sportif, a mis au point pour la FDJ.fr le PPR (« profil de puissance record »). Selon Ross Tucker spécialiste en performance sportive, les modèles de calcul de puissances (CPL, DrF, BCR, rst, etc.) ont des résultats différents selon leurs méthodes de calcul des variables environnementales (température, humidité, direction, vitesse du vent, etc.), variables de courses (profil et durée de l'étape, placement de l'étape dans le tour, etc.) ou les performances du coureur (rendement énergétique qui varie de 21 à 27 %,usage d’exploitation de la VO2max, etc.).

## Palmarès
| - 2007 - Tour de Bright : - Classement général - 1re et 2e (contre-la-montre) étapes - 3e de la Baw Baw Classic - 2008 - 2e étape du Tour de Wellington - Tour de Perth : - Classement général - 2e (contre-la-montre) et 3e étapes - Gran Premio Comune di Cerreto Guidi - Tour de Tasmanie : - Classement général - 7e et 9e étapes - 9e du Tour Down Under - 2009 - 2e étape du Tour du Frioul-Vénétie julienne - 4e étape du Baby Giro (contre-la-montre) - 1re étape du Giro delle Valli Cuneesi - Grand Prix de la ville de Felino - 2e du Trophée Matteotti espoirs - 3e du Trofeo Alta Valle del Tevere - 3e du championnat d'Australie du contre-la-montre - 3e de la Coppa della Pace - 2010 - 3e étape du Tour de Romandie (contre-la-montre) - Classement du meilleur jeune du Tour d'Italie - 4e du championnat du monde du contre-la-montre - 4e de l'Eneco Tour - 7e du Tour d'Italie - 10e du Tour de Romandie - 10e de la Classique de Saint-Sébastien - 2011 - 4e étape du Tour de Castille-et-León (contre-la-montre), - 5e étape du Tour du Danemark (contre-la-montre) - 6e du championnat du monde du contre-la-montre - 2012 - Tour de l'Algarve : - Classement général - 3e étape - 3e du championnat d'Australie sur route - 4e du Tour de Romandie - 9e du Critérium du Dauphiné - 2013 - Paris-Nice : - Classement général - 5e et 7e (contre-la-montre) étapes - 2e étape du Critérium international - 5e étape du Tour du Pays basque - 2e du Critérium international - 2e du Tour du Pays basque - 2e du Critérium du Dauphiné - Médaillé de bronze au championnat du monde du contre-la-montre par équipes - 8e du Tour de Romandie - 2014 - 5e étape du Tour Down Under - 2e du Tour d'Andalousie - 3e du championnat d'Australie sur route - 4e du Tour Down Under | - 2015 - Champion d'Australie du contre-la-montre - 5e étape du Tour Down Under - 4e étape du Tour de l'Algarve - Paris-Nice : - Classement général - 4e et 7e (contre-la-montre) étapes - Classement général du Tour de Catalogne - Tour du Trentin : - Classement général - 2e étape - 2e du Tour Down Under - 2016 - 5e étape du Tour Down Under - 2e du championnat d'Australie du contre-la-montre - 2e du Tour Down Under - 3e de Paris-Nice - 4e du Tour de Catalogne - 4e du Critérium du Dauphiné - 5e du Tour de France - 2017 - Tour Down Under : - Classement général - 2e et 5e étapes - 7e étape de Paris-Nice - Classement général du Tour de Romandie - 4e étape du Critérium du Dauphiné (contre-la-montre) - 2e du Critérium du Dauphiné - 2018 - 5e étape du Tour Down Under - Tour de Suisse : - Classement général - 1re étape (contre-la-montre par équipes) - 3e étape du Tour de France (contre-la-montre par équipes) - 2e du Tour Down Under - 3e du championnat d'Australie du contre-la-montre - 3e du Tour de Romandie - 2019 - 6e étape du Tour Down Under - 2e du Tour Down Under - 5e du Tour de Californie - 2020 - UCI Oceania Tour - Tour Down Under : - Classement général - 3e étape - 2e du Mont Ventoux Dénivelé Challenges - 3e du Tour des Alpes-Maritimes et du Var - 3e du Tour de France - 8e de la Flèche wallonne - 2021 - UCI Oceania Tour - Classement général du Critérium du Dauphiné - 3e étape du Santos Festival of Cycling - 3e étape du Tour de Grande-Bretagne (contre-la-montre par équipe) - 2e du Tour de Catalogne - 2e du Tour de Romandie - 2022 - 4e de Tirreno-Adriatico |

## Résultats sur les grands tours

### Tour de France
11 participations
- 2011 : 72e
- 2012 : 34e
- 2013 : 19e
- 2014 : 23e
- 2015 : 48e
- 2016 : 5e
- 2017 : abandon (9e étape)
- 2018 : abandon (9e étape), vainqueur de la 3e étape (contre-la-montre par équipes)
- 2019 : 11e
- 2020 : 3e
- 2021 : 38e

### Tour d'Italie
4 participations

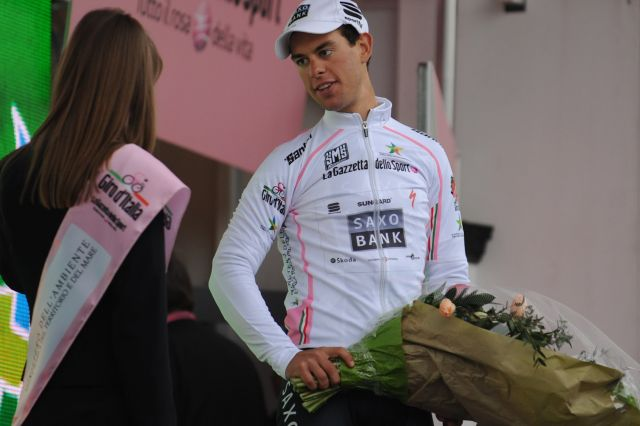
Richie Porte, maillot blanc du Tour d'Italie 2010

- 2010 : 7e,  vainqueur du classement du meilleur jeune,  maillot rose pendant 3 jours
- 2011 : 81e
- 2015 : non-partant (16e étape)
- 2022 : abandon (19e étape)

### Tour d'Espagne
2 participations
- 2012 : 68e
- 2018 : 84e

## Classements mondiaux
| Année                                 | 2009 | 2010 | 2011 | 2012 | 2013 | 2014 | 2015 | 2016 | 2017 | 2018  | 2019 | 2020 | 2021 | 2022 |
| ------------------------------------- | ---- | ---- | ---- | ---- | ---- | ---- | ---- | ---- | ---- | ----- | ---- | ---- | ---- | ---- |
| Calendrier mondial                    | nc   | 34e  |      |      |      |      |      |      |      |       |      |      |      |      |
| UCI World Tour                        |      |      | 150e | 64e  | 10e  | 74e  | 11e  | 7e   | 12e  | 25e   |      |      |      |      |
| Classement mondial                    |      |      |      |      |      |      |      | 15e  | 19e  | 37e   | 85e  | 7e   | 29e  | 223e |
| UCI Europe Tour                       | 207e |      |      |      |      |      |      | nc   | nc   | 1680e |      |      |      |      |
| UCI Asia Tour                         | 191e |      |      |      |      |      |      | nc   | nc   | 607e  |      |      |      |      |
| UCI Oceania Tour                      | 16e  |      |      |      |      |      |      | 51e  | nc   | 51e   | 6e   | 1er  | 1er  | 16e  |
|                                       |      |      |      |      |      |      |      |      |      |       |      |      |      |      |
| Légende : nc = non classéSource : UCI |      |      |      |      |      |      |      |      |      |       |      |      |      |      |

## Récompenses
- Cycliste sur route australien de l'année en 2013[7]
- Cycliste australien de l'année en 2020